# Hiroshi Ninomiya (Fußballspieler, 1969)
Hiroshi Ninomiya (jap. 二宮 浩, Ninomiya Hiroshi; * 11. April 1969 in der Präfektur Kumamoto) ist ein ehemaliger japanischer Fußballspieler.

## Karriere
Ninomiya erlernte das Fußballspielen in der Schulmannschaft der Kunimi High School und der Universitätsmannschaft der Universität Tsukuba. Seinen ersten Vertrag unterschrieb er 199 bei den Urawa Red Diamonds. Der Verein spielte in der höchsten Liga des Landes, der J1 League. 1992 wurde er nach Uruguay an den Danubio FC ausgeliehen. 1993 kehrte er zu den Urawa Reds zurück. Für den Verein absolvierte er 17 Erstligaspiele. 1995 wechselte er zu Prima Ham Tsuchiura (heute: Mito HollyHock). Ende 1997 beendete er seine Karriere als Fußballspieler.